# 小田島雄志
小田島 雄志（おだしま ゆうし、1930年（昭和5年）12月18日 - ）は、日本の英文学者、演劇評論家。東京大学名誉教授、東京芸術劇場名誉館長。日本演劇協会理事。豊島区芸術顧問。
姉の阿部明子（あかし）は東京家政大学名誉教授。妹の松村紀代子は、『文藝春秋』（文藝春秋）の編集者をへて、エッセイスト。次男の小田島恒志も英文学者、早稲田大学教授。恒志の妻の小田島則子も英文学者、翻訳家。

## 来歴
1930年（昭和5年）満洲・奉天市（現：瀋陽市）生まれ。父興三は南満州鉄道勤務。母都子（とし）は裏千家茶道の先生。姉に阿部明子（あかし）。妹紀代子（松村紀代子：英文学者・エッセイスト）。5歳のとき新京（現長春市）に引っ越す。
新京第一中学校在籍中に、ソ満国境を超えてソ連軍南下の報に、8月14日新京から奉天へ一時避難したが、父興三の判断で満洲国首都の新京へ戻り、15日夕刻新京に着いて終戦を知った。
終戦の翌年9月、葫蘆島（ころとう）から博多へ引き揚げ（葫芦島在留日本人大送還）、列車で東京へ。広島を通るときは窓が目隠しされたという。引揚直後は鶴見の親戚に仮寓。旧制東京都立大森中学校4年に編入に転入。1948年、佐世保に転居。同年、旧制福岡高校文甲に入学。
1949年（昭和24年）7月、新制東大文Ⅱに入学。父興三のすすめにしたがい文Ⅱを選択。2年生の時にたまたま入手した坪内逍遥訳『シェイクスピア全集』や、続いて読んだ『ハムレット』の原書に感動し、シェイクスピア研究を志すようになった。1953年、東京大学文学部英文学科卒業。1956年、東京大学大学院人文科学研究科英文学専攻修士課程修了。
1956年～1959年、國學院大學専任講師、1959年～1961年津田塾大学専任講師、1961年～1963年、東京大学教養学部専任講師、1963年に同助教授、1978年に同教授。1981年から、東京大学大学院比較文学兼任担当（外国文学受容史担当）。1991年に定年して、東京大学名誉教授。1991年から文京女子短期大学教授、1993年から東京芸術劇場館長兼務、2002年に文京女子短期大学は文京学院大学短期大学に名称変更して同教授。2004年に同客員教授。2007年、東京芸術劇場名誉館長。
ジョン・オズボーン（en:John Osborne）、アーノルド・ウェスカー、ジョン・アーデン（en:John Arden）などイギリス現代演劇の紹介、翻訳につとめる。1966年、池田健太郎とともに文学座「文芸部顧問」として参加、翌1967年「顧問」から「座員」に。文学座でのシェイクスピア上演をめざしたが、1970年に退団。その後、1972年、演出の出口典雄からの誘いにより、小田島訳シェイクスピア作品が初めて文学座により上演される。
シェイクスピアの全戯曲37編の個人全訳に取り組み、1973年から「シェイクスピア全集」(全7巻,白水社)刊行開始。1975年からの、出口典雄が創設したシェイクスピア・シアターのシェイクスピア作品の上演に翻訳を提供したこともあり、1980年に全作品を訳了した。シェイクスピアの個人全訳は、坪内逍遙についで2人目。1980年に芸術選奨文部大臣賞を受賞。
1995年、紫綬褒章を受章、2002年、文化功労者に選ばれる。2008年、新人を対象に小田島雄志・翻訳戯曲賞が制定された。
2011年7月1日から1ヵ月間にわたり日本経済新聞社朝刊・私の履歴書にて連載。2021年10月1日、名誉都民に選定された。

## 人物
駄洒落を得意とし、シェイクスピア作品に頻出する言葉遊び（パン）を「皇太子だろうが明太子だろうが」（ヘンリー六世より）といった調子で訳して話題を呼んだ。様々に訳されてきた『ハムレット』の有名な台詞「To be, or not to be」 を「このままでいいのか、いけないのか」と訳したことも知られる。テレビのバラエティ番組などにもしばしば出演、駄洒落を連発する飾らない人柄が愛された。
アントン・チェーホフの作品を愛好し、いわゆる四大戯曲をマイケル・フレインによる英語訳を元に日本語訳した。この英語訳からの日本語訳という作業は翻訳のあり方をめぐる議論を喚起した。大学院生の時にアルバイトで「池永保夫」という筆名を使ったこともあるが、誰もこれを「チェーホフ」とは読んでくれなかったという。
読売映画・演劇広告賞審査員の審査委員もつとめた。
宝塚歌劇のファン。大河内豪（東京宝塚劇場支配人）とはファン仲間だった。
麻雀も愛好しており、「麻雀の神様」阿佐田哲也とも交流があった。テレビ番組「すばらしき仲間」では、阿佐田哲也、五木寛之、畑正憲と麻雀をし、小田島は麻雀最高の手「九蓮宝燈」をテンぱったという。
学生時代は詩人を志した。
妻・小田島若子とは共訳も多い。若子（旧姓平林）は東大英文科の1年下であり、小田島が大学院浪人時代のシェイクスピア輪読会仲間である。若子の姉の平林千代は、作家・田宮虎彦の妻。彼女は早くに両親を亡くして奨学金で大学へ行き、卒業後八丈島の高校教師になった。その若子に、小田島は八丈島まで行って求婚したという。子供が2人できて東大講師になっても貧しく、狭い官舎で仕事ができず、喫茶店で仕事をする習慣になったとか、英国に留学した友人の高橋康也から、ピーター・ブルックの舞台を是非観ろと言われ、あちこち借金して英国に渡ったなどのエピソードがある。息子の小田島恒志も英文学者、早稲田大学教授。

## 著書
- 『ジョン・オズボーン』研究社出版、1970年
- 『シェイクスピアより愛をこめて』晶文社、1976年
- 『珈琲店のシェイクスピア』晶文社、1978年
- 『シェイクスピアの花咲く頃』晶文社、1980年
- 『シェイクスピア物語』岩波ジュニア新書、1981年
- 『小田島雄志のシェイクスピア遊学』白水社、1982年
- 『シェイクスピアへの旅』朝日新聞社、1983年、のち朝日文庫
- 『夫婦で朝帰り』（小田島若子との共著）阪急コミュニケーションズ、1983年
- 『ハムレットと乾杯!』晶文社、1984年
- 『シェイクスピアの人間語録』PHP研究所、1985年
- 『シェイクスピア名言集』岩波ジュニア新書、1985年
- 『小田島雄志の芝居がいっぱい』講談社、1987年
- 『シェークスピア劇のヒーローたち』日本放送出版協会、1989年
- 『道化の目』白水社、1990年、のち白水Uブックス
- 『小田島雄志の芝居散歩』白水社、1992年
- 『シェイクスピア・ギャラリー』ジョン・ボイデル編 社会思想社、1992年
- 『詩とユーモア  イギリス演劇ノート』白水社、1995年
- 『半自伝このままでいいのか、いけないのか』白水社、1999年
- 『駄ジャレの流儀』講談社、2000年、のち文庫
- 『気分はいつもシェイクスピア』白水社、2003年
- 『シェイクスピアに学ぶ老いの知恵』幻冬舎、2003年、のち文庫
- 『ユーモアの流儀』講談社、2003年
- 『（シェイクスピアの）遊びの流儀』講談社、2005年
- 『シェイクスピアの人間学』新日本出版社、2007年
- 『シェイクスピアの戦争・平和学』新日本出版社、2008年
- 『シェイクスピアの恋愛学』新日本出版社、2010年
- 『ぼくは人生の観客です　私の履歴書』日本経済新聞社、2012年
- 『井上ひさしの劇ことば』新日本出版社、2014年

## 訳書
- 『ナバラ 詩集』C.D.ルイス 国文社、1956 年
- 『劇作とシナリオ創作』J.H.ロースン（岩崎昶との共訳）岩波書店、1958年
- 『マクバード! 』バーバラ・ガーソン 河出書房、1967年
- 『不条理の演劇』マーティン・エスリン　晶文社、1968年
- 『蜜の味』シーラ・ディレーニー 晶文社、1970年
- 『ピンター戯曲全集』第1 （喜志哲雄、沼沢洽治との共訳）竹内書店、1970年
- 『現代演劇論』エスリン 白水社、1972年
- 『シェイクスピア全集』全7巻 白水社、1973年 - 1980年、のち白水Uブックス
- 『友よ』アーノルド・ウェスカー 晶文社、1974年
- 『名誉領事』グレアム・グリーン ハヤカワ・ノヴェルス、1974年
- 『犬は吠える』トルーマン・カポーティ 早川書房、1977年
- 『ハロルド・ピンター全集』（喜志哲雄、沼沢洽治との共訳）新潮社、1977年
- 『クリストファー・ロビンのうた』A・A・ミルン（小田島若子との共訳）晶文社、1978年
- 『クマのプーさんとぼく』ミルン（同）晶文社、1979年
- 『花咲くチェリー  ロバート・ボルト戯曲集』(木村光一との共訳) 劇書房、 1981年
- 『一俳優の告白 ローレンス・オリヴィエ自伝』ローレンス・オリヴィエ 文藝春秋、1986年
- 『カッコーの巣の上を』ケン・キージー原作、デール・ワッサーマン脚色（小田島若子との共訳）劇書房、1986年
- 『ガラスの動物園』T・ウィリアムズ 新潮文庫、1988年
- 『欲望という名の電車』T・ウィリアムズ　新潮文庫、1988年
- 『キャサリン・ヘプバーン』アン・エドワーズ　文藝春秋、1990年
- 『レイ・クーニー笑劇集』（小田島恒志との共訳）劇書房、1994年
- 『シェイクスピアのソネット』山本容子画、文藝春秋、1994年
- 『リリアン・ヘルマン戯曲集』新潮社、1995年
- 『シェイクスピア劇場』ジャクリーン・モーリー（小田島恒志との共訳）三省堂、1995年
- 『あわれ彼女は娼婦・心破れて』(エリザベス朝演劇集) ジョン・フォード 白水社、1995年
- 『マルタ島のユダヤ人・フォースタス博士』同、クリストファー・マーロー 白水社、1995年
- 『復讐者の悲劇・無神論者の悲劇』同、シリル・ターナー　白水社、1996年
- 『ヴォルポーネ・錬金術師』同、 ベン・ジョンソン 白水社、1996年
- 『白い悪魔・モルフィ公爵夫人』同、ジョン・ウェブスター 白水社、1996年
- 『クマのプーさんの哲学』ジョン・T.ウィリアムズ（小田島則子との共訳）河出書房新社、1996年
- 『クマのプーさん全集』ミルン（石井桃子、小田島若子との共訳）岩波書店、1997年
- 『桜の園』アントン・チェーホフ 白水Uブックス、1998年、（英訳から）
- 『かもめ』アントン・チェーホフ 白水Uブックス、1998年、（同）
- 『ワーニャ伯父さん』アントン・チェーホフ 白水Uブックス、1999年、（同）
- 『三人姉妹』アントン・チェーホフ 白水Uブックス、1999年、（同）
- 『やけたトタン屋根の猫』T・ウィリアムズ 新潮文庫、1999年
- 『シェイクスピア ジュニア文学館』（全10巻。挿絵：里中満智子） 汐文社 2001年
- 『事件の核心』グレアム・グリーン ハヤカワepi文庫、2005年

## 教科書
- オールシーズンズ 金星堂、1968年
- セントジョン 金星堂、1971年

## 受賞等
- 1980年 山路ふみ子文化財団特別賞  「シェイクスピア全集（全7巻）」
- 1981年 芸術選奨文部大臣賞「シェイクスピア全集（全7巻）」
- 日英協会シェイクスピア・メダル
- シェイクスピア・イン・ジャパン・アウォード（シェイクスピア・グローブ・トラスト＋国際シェイクスピア・グローブ・センター）
- 1987年 第2回パチンコ文化賞
- 1995年 紫綬褒章
- 2002年 文化功労者[14]
- 2011年 第18回読売演劇大賞芸術栄誉賞
- 2021年 東京都名誉都民

## 交友関係者
- 田原和夫（小中同級、東大生時下宿同室）